# Eurycryptus unicolor
Eurycryptus unicolor är en stekelart som först beskrevs av Tohru Uchida 1932.  Eurycryptus unicolor ingår i släktet Eurycryptus och familjen brokparasitsteklar. Inga underarter finns listade i Catalogue of Life.